# 대양면
대양면(大陽面)은 대한민국 경상남도 합천군의 면이다. 합천읍에서 6km 떨어진 남쪽에 위치하고 있으며, 북쪽으로 율곡면과 서쪽에는 용주면과 경계하고, 동쪽으로는 초계면과 일부 접하고 있으며, 동남간에는 의령군 봉수면 서암리와 경계하고, 남쪽으로는 아등재를 경계로 쌍백면과 경계하고 북쪽으로 황강 건너 합천읍과 경계하고 있다. 그리고 북쪽은 대야성 남쪽은 금반산성, 동쪽은 대암산성, 서쪽에는 갈마산성, 서남에는 승비산성이 둘러싸여 자연요새로 지형이 형성되어 있다.

## 연혁
과거에는 대양이 합천의 중심(고도)이었는데 이러한 내용은 삼국시대에는 합천이 대량으로 불리었다는 사실에서도 알 수 있다. 대양면은 대목 고분군(대목리 이곡 마당무지산)으로 보아 선사시대부터 취락을 이루고 살았으며 삼한시대에는 변한에 속했던 대양(량)국이었으며 (초계의 초계팔혜국. 쌍책의 다라국이 존재해 있었다.) 정양리의 고분군은 가야시대 고분군으로 확인되었고 신라시대에는 대량(야)주군, 고려시대에는 대양궁이라 했으며 옛 합천의 고도라 아니할 수 없다. 이를 뒷받침할 근거는 대양을 중심으로 북쪽으로 대야성, 천혜의 황강, 강안의 비옥한 정양 들, 동쪽으로 대암산성, 남쪽으로 금반산성, 서남쪽으로 승비산성, 서쪽으로 갈마산성(대목면 벌리동소재)으로 싸여 있으며 백암리의 백암(대동)사지 덕정리의 덕정향교(창녕 조씨 족보)등이 실재해 있었다는 것이다. 1413년 조선 태종 13년부터 대목면과 양산면으로 분면되었다가 1914년 4월 1일 행정구역 폐합에 따라 초계군 백암면의 상촌, 외동, 오서, 오산의 4개 동리를 병합하여 ‘대목’과 ‘양산’의 이름을 따서 대양면이라 하여 11개리로 개편 관할하였다.

## 행정 구역
- 정양리
- 무곡리
- 도리
- 양산리
- 함지리
- 오산리
- 백암리
- 안금리
- 덕정리
- 대목리
- 아천리

## 교육
- 대양초등학교

## 교통 시설
대양면은 대체로 도로 및 교통편은 좋은 편이다. 대양면의 도로는 국도 제33호선의 2차선 도로가 남북으로 뚫려 통행하고 있으며, 남쪽으로는 쌍백면과 삼가면을 경유 진주시로 가는 도로와 교통편이 있고, 삼가면에서 가회면을 경유 산청, 진주로 통행하는 도로와 교통편이 있고 삼가, 대의, 마산, 창원, 부산으로 가는 북쪽으로는 합천읍을 경유하여 율곡면을 경유 지릿재를 넘어 대구시로 통행하는 교통편이 있고 국도 제24호선은 해인사 및 거창으로 통행하는 도로와 교통편도 있다. 지선으로는 대양면에서 지방도 제1011호선 아홉사리 재를 넘어 백암리를 경유 의령군 봉수면 신반, 마산으로 통행하는 도로와 교통편이 있으며, 그리고 용주 및 대병면으로 통행하는 도로와 교통편이 있고, 율곡면 내천을 경유 대구로 통행하는 도로와 초계면을 경유 창녕 및 의령 신반으로 통행하는 도로와 교통편이 있다. 현재는 국도 33호선을 확장(4차선) 면소재지 우회, 한원, 아천, 새마, 쌍다리, 황강스파랜드 앞에서 입체교차도로 건설.합천읍 진입할 예정이며 한원에서 입체교차로 까지는 구관도였다.